# 100 карбованців «500-річчя Російської держави (Державна печатка Івана III)»
500-річчя Російської держави (Державна печатка Івана III) (рос. 500-летие Российского государства (Государственная печать Ивана III)) — золота ювілейна монета СРСР вартістю 100 карбованців, випущена 31 серпня 1989 року. 

## Тематика
У Росії, як і в багатьох країнах Європи, державні гербові емблеми з'явилися в епоху середньовіччя. Наприкінці XV століття перший государ об'єднаної Русі Іван III створює загальнодержавну печатку. Грамота 1497 року донесла до нашого часу відбиток цієї печатки з червоного воску. 

## Історія
Починаючи з 1977 року, в СРСР проводилося карбування ювілейних і пам'ятних золотих монет, присвячених різним подіям. Ці монети в обіг не надходили і йшли в основному на експорт. Ювілейні та пам'ятні монети приймалися в будь-якому магазині за номінальною вартістю.
У 1989—1991 роках було випущено серію монет «500-річчя Російської держави» з якістю пруф — 6 срібних монет номіналом у 3 карбованці, 3 паладієвих монет номіналом 25 карбованців, 3 монети номіналом 50 карбованців і 3 монети номіналом 100 карбованців у золоті, а також 3 монети номіналом 150 карбованців у платині. Монети було присвячено історичним подіям, регаліям, пам'ятникам, культурним і політичним діячам, тісно пов'язаних з історією Росії.
Монети карбувалися на Московському монетному дворі (ММД).

## Опис та характеристики монети
| Номінал крб. | Метал  | Проба | Маса грам | Діаметр мм. | Товщина | Гурт      | Тираж штук    |
| ------------ | ------ | ----- | --------- | ----------- | ------- | --------- | ------------- |
| 100          | золото | 900   | 17.45     | 30          | 1.8     | рубчастий | 14.000 (пруф) |

### Аверс
Зверху герб СРСР з 15 витками стрічки, під ним літери «СРСР», нижче ліворуч і праворуч риса, під рискою зліва хімічне позначення «Au» і проба «900» металу з якого зроблена монета, під ними чиста вага дорогоцінного металу «15,55», під рискою праворуч монограма монетного двору «ММД», нижче позначення вартості монети цифра «100» і нижче слово «РУБЛЕЙ», знизу у канта рік випуску монети «1989».

### Реверс
Ліворуч, зверху і праворуч уздовж канта монети слова «500-ЛЕТИЕ ЕДИНОГО РУССКОГО ГОСУДАРСТВА», в середині державна печатка Івана III (Георгій Змієборець, що вражає змія, оточений круговим написом), нижче рік складання та прийняття зводу законів Російської держави «1497», знизу уздовж канта слова «ГОСУДАРСТВЕННАЯ ПЕЧАТЬ ИВАНА III».

### Гурт
Рубчастий (240 рифлень).

## Автори
- Художник: А. А. Колодкін
- Скульптор: І. С. Комшилов